# Luís II de Bourbon
Luis II de Bourbon (chamado "O Bom") (1337 - Montluçon; 1410), foi primogênito de Pedro I de Bourbon e Isabel de Valois. Com a morte de seu pai na Batalha de Poitiers tornou-se em Conde de Clermont e o terceiro Duque de Bourbon.
Como seu pai e sua irmã, a rainha Joana, o duque Luís teve uma saúde frágil e instabilidade mental.
Em 19 de agosto de 1371 casou-se com Ana de Auvérnia, condessa de Forez e filha de Delfim de Auvérnia, o casal teve quatro filhos:
- Catalina de Bourbon (1378)
- João de Bourbon (1381-1434), Duque de Bourbon.[1]
- Luís de Bourbon (1388-1404), senhor de Beaujeu.
- Isabel de Bourbon (1384-1451)

Instituiu a Ordem de Nossa Senhora de Chardon.